# Luis Carrero Blanco
Luis Carrero Blanco (4. ožujka 1903. – 20. prosinca 1973.) bio je španjolski admiral i državnik, te važna figura tijekom diktature Francisca Franca.
Studirao je na Španjolskoj pomorskoj akademiji i sudjelovao u pohodu na Maroko od 1924. do 1926. godine. Kada je 1936. buknuo Španjolski građanski rat, našao se iza republikanskih linija, pa je raznim kanalima prebjegao na stranu pristalica Franca, falangista. Postao je jedan od najbližih suradnika Franca. Smatran je njegovim logičnim nasljednikom jer je bio ideološki vrlo sličan ostarjelom diktatoru. U 63. godini unaprijeđen je u čin admirala. Protivio se ulasku Španjolske u Drugi svjetski rat na strani Sila osovine. Također se žestoko protivio kapitalizmu i liberalizaciji režima početkom 1950-ih godina. Kada je pogubljeno pet revolucionara, od kojih su neki bili članovi ETA-e, Baskima je prekipjelo.
Samo šest mjeseci nakon stupanja na dužnost premijera, dok je izlazio s mise, na njega je izvršen atentat. Četiri člana ETA-e iskopali su tunel i u njega stavili od 80 do 100 kg eksploziva. Iako je premijer vozio blindirani Dodge Dart, to mu nije pomoglo. Snažna detonacija odbacila ga je preko krova crkve i na krov četvrtog kata obližnje zgrade.  U priopćenju je ETA jednostavno rekla da je to zaslužio zbog gušenja baskijskog nacionalizma i ponašanja u Vladi.
Za života Blanco je bio i veliki zaštitnik organizacije Opus Dei.